# Julius Müllensiefen

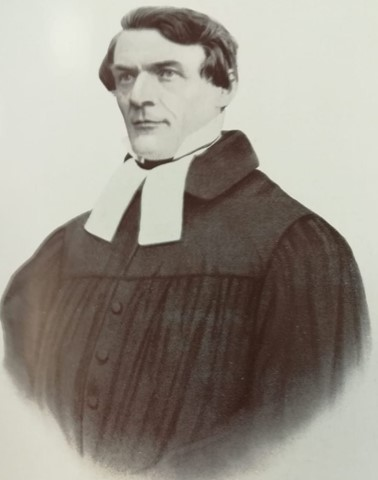
Julius Müllensiefen in jungen Jahren

Julius Müllensiefen (* 28. April 1811 in Iserlohn; † 29. April 1893 in Wernigerode) war ein deutscher evangelischer Theologe, Pfarrer und Schriftsteller. Er wirkte 33 Jahre lang als Archidiakon der Marienkirche Berlin-Mitte und galt als enger Vertrauter der Kaiserin Augusta.

## Leben und Wirken
Müllensiefen wuchs auf als Sohn des Landrats von Iserlohn und Fabrikanten Peter Eberhard Müllensiefen (1766–1847) und der Wilhelmina Franziska Lina Luisa (Minna) geb. Riedel (1777–1814). Er war das jüngste von sieben Kindern, die Mutter starb frühzeitig. Seine Brüder waren Gustav Müllensiefen (1799–1874) und Theodor Müllensiefen (1802–1879).
Er studierte Theologie in Halle (Saale), danach war er Hauslehrer bei General Heinrich von Diest. Ab 1836 war er 16 Jahre lang Pfarrer in Köthen (Märkisch Buchholz). 1852 wurde er als Archidiakon an St. Marien zu Berlin berufen, wo er bis 1885 tätig war.

## Seelsorger

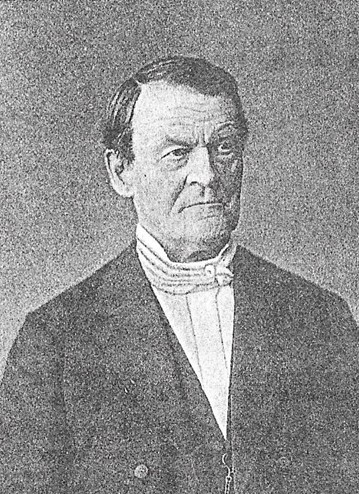
Julius Müllensiefen im gesetzten Alter

Julius Müllensiefen ist nach Aussagen von Zeitzeugen ein außergewöhnlicher Seelsorger gewesen: „Sein besonderes Charisma war die Seelsorge, die er in persönlichem Verkehr ebenso wie in einer vielseitigen Korrespondenz mit Menschen verschiedener Gegenden übte. Seelsorgerlichen Charakter trugen auch seine Predigten, von denen umfangreiche Sammlungen im Druck erschienen sind. Während die ersten Wahlen für eine Gemeindevertretung in Berlin die Gräben zwischen den Parteien vertieften, vollzogen sie sich in der Mariengemeinde ohne schroffe Gegensätze.“
Er galt als „Seelenkenner ersten Ranges, und der Besitz dieser praktischen Psychologie war auch ein Geheimnis seines Erfolges, Seelen dem Herrn zu gewinnen, um dessen Besitz ihn viele Geistliche mit Recht beneidet haben“.
Aufgrund seines Talents als Seelsorger war Müllensiefen eine wichtige Persönlichkeit für verschiedene Menschen in seinem Umfeld: Er war Vertrauter, Berater und Beichtvater von Augusta von Sachsen-Weimar-Eisenach, als Ehefrau Wilhelms I. von 1871 bis 1888 die erste deutsche Kaiserin.
Auch Theodor Fontane schätzte Müllensiefen. Trotz skeptischer Distanz zum christlichen Dogma und einer überwiegend kritischen Haltung zur Amtskirche hatte Fontane große Hochachtung vor einzelnen Geistlichen, die ihn als Mensch und Persönlichkeit beeindruckten. Zu diesen zählte, neben Carl Büchsel, auch Julius Müllensiefen. In seinen Jugenderinnerungen Von Zwanzig bis Dreißig erwähnt ihn Fontane als „der von mir hochverehrte Pastor Müllensiefen, der mir immer als das Ideal eines evangelischen Geistlichen erschienen ist“; und im Briefwechsel mit Georg Friedlaender schreibt er: „Nur ganz wenigen ist es gegeben – ich habe nur einen gekannt: Müllensiefen – einem den Himmel aufzuschließen“. In den Vorarbeiten zu der nicht ausgeführten Novelle Storch von Adebar skizziert Fontane einen im Roman auftretenden Geistlichen als „eine Mischung von Büchsel und Müllensiefen“ und schreibt ihm die Eigenschaften „humoristisch, milde, versöhnend, suaviter in modo“ zu.

## Zitat
„Der Glaube verleiht dem Menschen einen bleibenden Inhalt, er verleiht der Sehnsucht eine volle Befriedigung, dem Streben die Richtung auf ein Ziel; er ist es, der die feindlichen Gegensätze versöhnt, das Dunkel lichtet und alle schneidenden Mißklänge trostloser Menschengeschicke in einer höheren Harmonie ausklingen läßt.“

## Familie
Julius Müllensiefen heiratete 1838 Julia Huyssen (1817–1883), das Ehepaar bekam zwei Töchter. Tochter Karoline heiratete den Theologen Georg Rietschel; die andere unverheiratete Tochter betreute ihren verwitweten Vater ab 1883 bis zu dessen Tod.
Er wurde am 3. Mai 1893 in Berlin auf dem Alten Friedhof der St.-Nikolai- und St.-Marien-Gemeinde neben seiner 1883 verstorbenen Gattin zur letzten Ruhe gebettet. Die Grabstätte besteht bis heute (Abteilung IV, Grabstätte 20 auf dem Friedhofsplan).
Ob und in welchem verwandtschaftlichen Verhältnis Paul Müllensiefen, der Autor des Erinnerungsblatts für Julius Müllensiefen, zu diesem steht, ist bislang nicht zu klären.

## Publikationen
- Das Wort des Lebens, Predigten. Sammlung 1 bis 6 in der Schriftenreihe Zeugnisse von Christo, Rauh, Berlin 1859.
- Das Wort des Lebens, Predigten auf alle Sonn- und Festtage des Jahres. Strien, Halle a. S., 1880.
- Tägliche Andachten zur häuslichen Erbauung. Strien, Halle a. S., 1890, abgerufen im Jahr 2023.